# Вундерслебен
Вундерслебен (нім. Wundersleben) — громада в Німеччині, розташована в землі Тюрингія. Входить до складу району Земмерда. Складова частина об'єднання громад Штраусфурт.
Площа — 6,85 км2. Населення становить 642 ос. (станом на 31 грудня 2021).